# Carles Colomer Casellas
Carles Colomer Casellas (Barcelona, 5 de abril de 1944) es un economista y empresario catalán miembro de Omnium Cultural.

## Biografía
Hijo de Josep Colomer Ametller, peluquero de Vidreres y fundador del grupo Colomer, en 1969 se casó con Marta Cendrós Jorba, hija dele empresario y promotor cultural Joan Baptista Cendrós Carbonell.
Es Licenciado en Ciencias Económicas por la Universidad de Barcelona y Titulado en Administración de Empresas por el IESE (Barcelona).
El 2016 recibió la Cruz de San Jorge por su contribución a la proyección de la economía catalana. Ha presidido y asesorado a escala nacional e internacional varias empresas. Todas ellas las situadas en la órbita del grupo Colomer de productos de belleza, vinculado a su familia y adquirido posteriormente por Revlon, firma de la cual fue también directivo. 
Entre otros cargos, es presidente de Haugron Holdings, SL, consejero de Abertis Infraestructuras, SA, de Telefónica, y consejero independiente de Vueling. También es socio protector de Òmnium Cultural.